# محمد بن عبدالله شرف الدين
محمد بن عبد الله شرف الدين المعروف باسم الشاعرالكوكباني والقاضي شرف الدين هو قاض وفقيه زيدي، يعد من كبار شعراء الشعر الحميني، وحفيد الإمام يحيى شرف الدين ولد سنة 1524 بمدينة كوكبان في اليمن، وتوفى سنة 1601، ألف عدد من الكتب والقصائد المغناة في اليمن.

## كتبه
- كفاية الطالب في مناقب أمير المؤمين علي بن أبي طالب.[2]
- نظام المريب في لغة الأعاريب.[2]
- ديوان مبيتات وموشحات الكوكباني.[3]

## قصائد
من قصائده:
- عليك سموني وسمسموني.
- نام الغزال الأحوم.
- غزال تحجب بكله.
- عسى بعد أم تشتات.
- يا مكحل عيوني بالسهر.
- يا مخجل الشمس والبدر.
- وامشرفه من قصرها الممنع.
- يا نسيم تعاله.
- يا نسيم علم عن ذاك الحبيب.
- يا كحيل الرنا ماذا الورش.
- سرى لي سحيرا نسيم الشمائل.
- أخضر لمه تبخل علي بوصلك.
- يا ناس كفوا ملامي ما تشوا مني.
- يا من يغير البدر في تمامه.
- صادت فؤادي بالعيون الملاح.
- يا مغير الغزاله والغزال.